# Abraham Lipski
 (avril 2020).
Abraham Icchok Lipski (né à Łódź le 30 novembre 1911 ; mort à Bruxelles le 1er décembre 1982) est un ingénieur et inventeur polono-belge.

## Vie privée
Lipski, d'origine juive, se voit refuser l'accès aux études universitaires en Pologne en raison du numerus clausus pour les Juifs. Il se rend en 1931 en Belgique pour étudier l'ingénieurie à l'Université de Gand. Diplômé en 1935, il devient assistant de Gustaaf Magnel où il effectue des recherches dans son laboratoire de béton armé. Lipski fonde une société d'ingénierie avec des anciens camarades de classe.
Pour échapper à la persécution des Juifs de la Seconde Guerre mondiale , Lipski se cache dans la région de Gand cependant, toute sa famille en Pologne est tuée. 
En 1948, Lipski s'installe à Bruxelles et crée sa propre société d'ingénierie. Trois ans plus tard, il est naturalisé belge.

## Travaux
Lipski développe la poutre Préflex en 1950. Les calculs élastiques de la tension ont été effectués dans le laboratoire de Louis Baes  à l'Université libre de Bruxelles. Ce procédé permet d'appliquer une plus grande charge sur la poutre en utilisent l'idée d'envelopper des poutres en acier avec du béton, déjà pensé à la fin du XIXe siècle. Ce procédé permet d'avoir des poutres avec du béton sans déformations majeures et des craquelures.
Lipski conçoit le Parking 58 dans le style moderniste, en collaboration avec l'architecte Pierre D'Haveloose.
Pour l'Exposition universelle de Bruxelles de 1958, il conçoit les pavillons d'Israël, du Brésil et le pavillon des Transports. 
Il participe dans la création de la Tour du Midi.

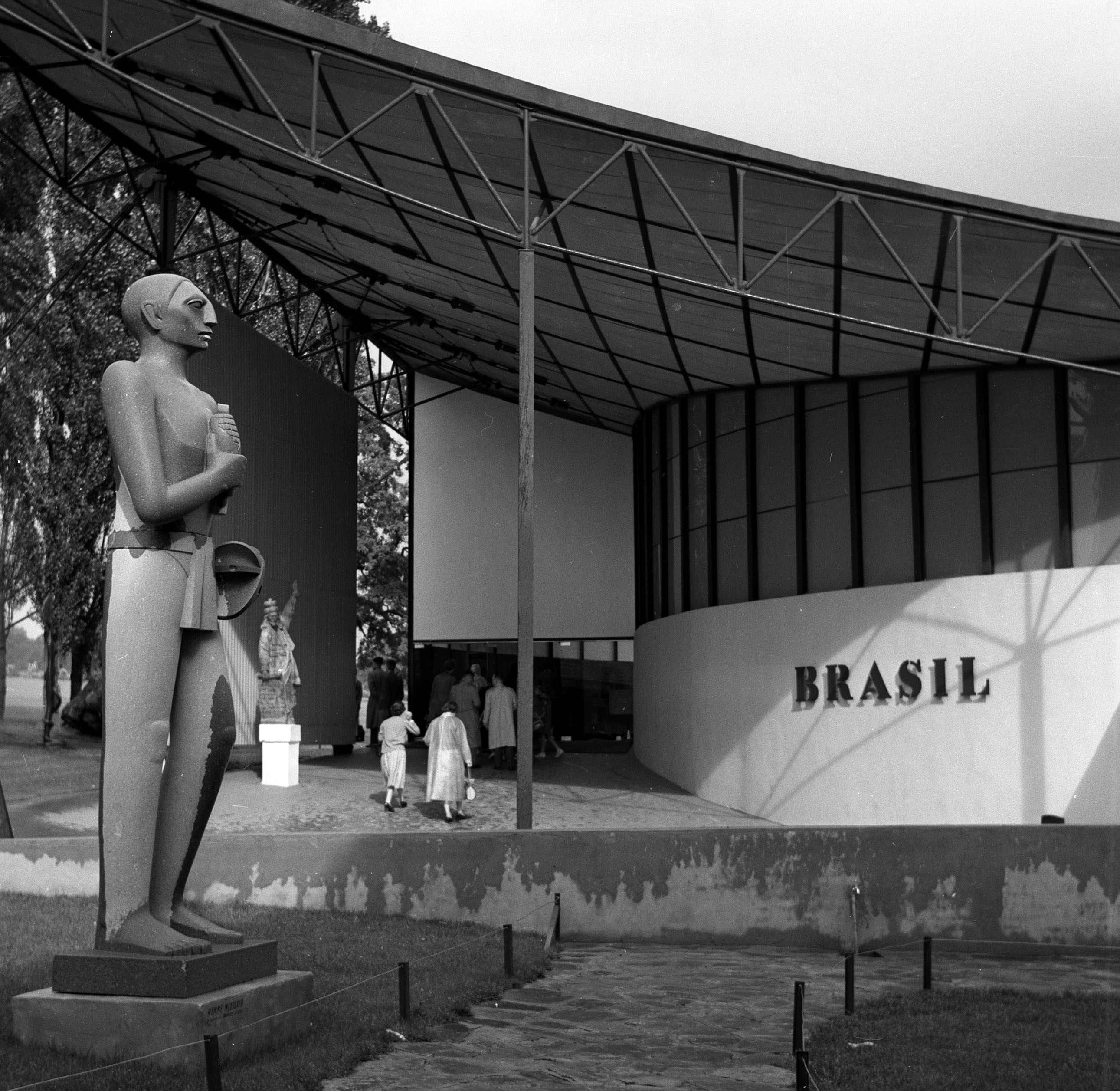
Pavillon Brésilien de l'Expo58
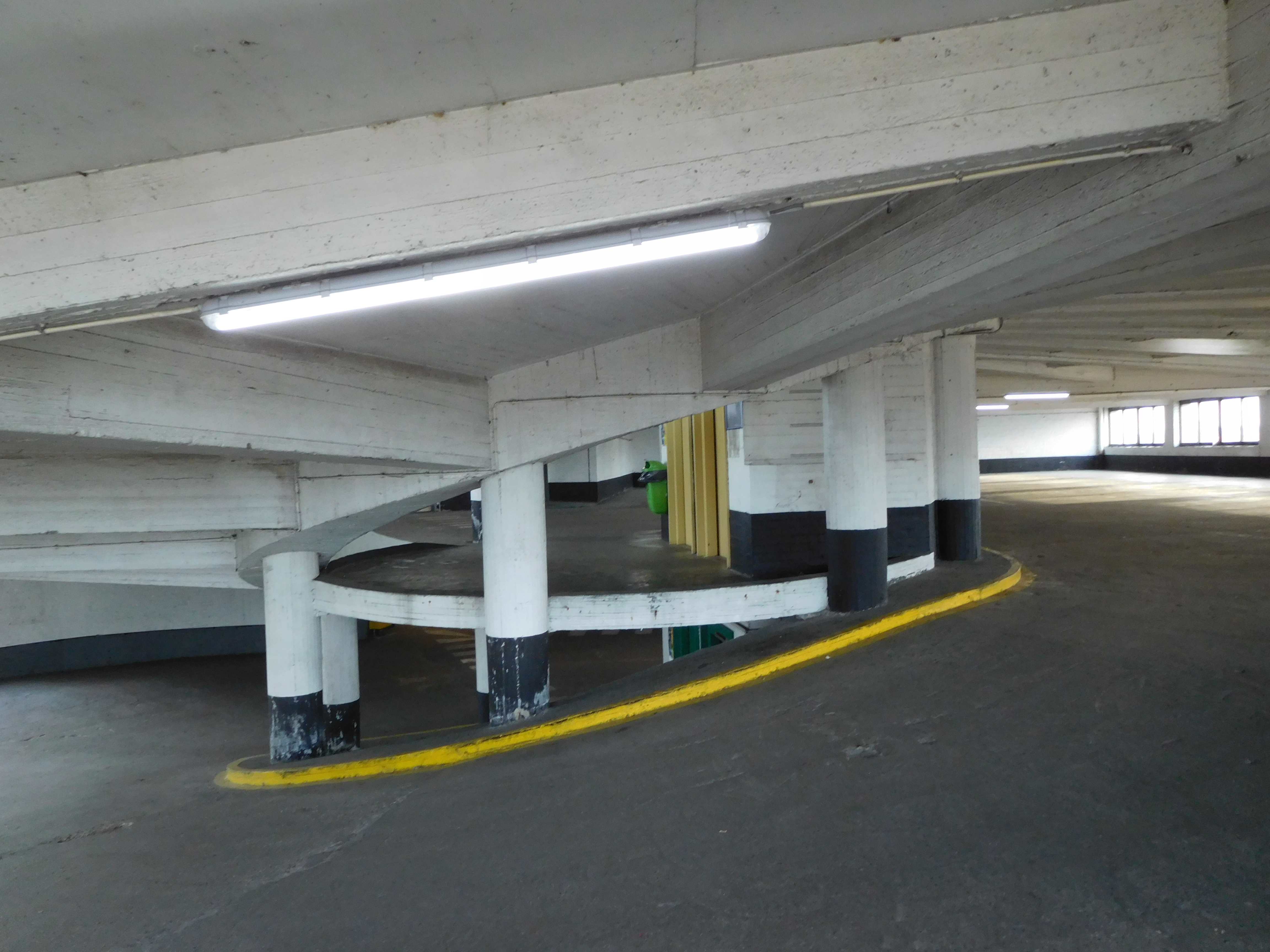
Parking 58
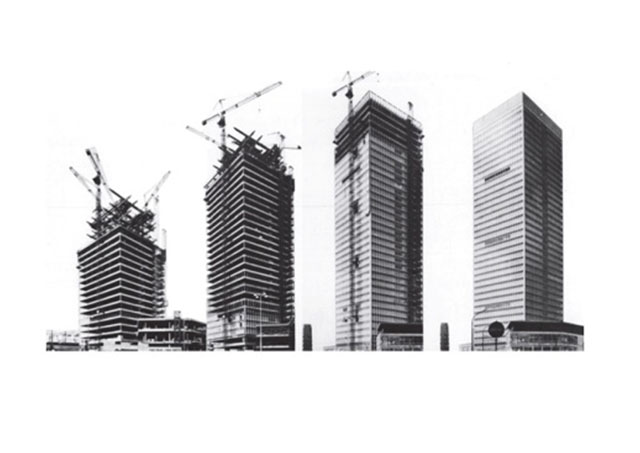
Plan de la Tour du Midi

## Hommage
Lipski reçoit le prix d'étude ENCI de l'université de technologie de Delft pour avoir développé la théorie « des trois barres » qui a permis de mieux comprendre le problème des forces de cisaillement dans le béton armé.

## Publications
- Abraham Lipski et Louis Baes, La poutre Préflex , Éditions Desoer, Liège, 1965